# 이산화 규소
이산화 규소(二酸化硅素)는 규소의 산화물로, 화학식은 SiO2이다. 규산(硅酸, silica 실리카[*])이라고도 한다. 모래나 석영 등으로 발견되며, 규조류의 세포벽에도 분포한다. 유리나 콘크리트의 주성분으로, 지구의 지각 대부분을 차지하는 광물이다.

## 반응
이산화 규소는 플루오린화 수소 기체 또는 플루오린화 수소산 액체와 반응시키면 각각 사플루오린화 규소(silicon tetrafluoride) 또는 플루오린화 규소산(hexafluorosilicic acid)이 얻어짐.또한 고체 상태의 수산화 나트륨과 함께 가열하면 규산 나트륨(sodium silicate)이 얻어짐.
천연 실리카의 형태도 존재함. 이것은 통상 먹는샘물에서 Si의 함량을 나타내는 기본 화합물로 사용함. 이산화규소가 SiO2를 가진 모든 화합물을 지칭하는 상위개념이라면, 실리카는 주로 물에 녹아 있을 때를 지칭함. 물속 실리카는 천연미네랄의 일종으로 2003년 WHO 주최 '먹는 물과 영양'과 관련된 학회 중 먹는 물의 필수영양물질 18개 중 한 가지로 실리카를 꼽으며 인간에게 필수적이고 중요한 영양물질로 규정함. 해외 연구자료 및 에비앙, 피지 등의 먹는 샘물에서도 대부분 실리카 함량을 표기하고 있으며 미국 의생태학저널(2008년),국제생명과학회(2013년) 등에서 (천연)실리카가 인간에게 미치는 긍정적인 효과에 대한 연구 결과도 게재함.

## 쓰임
반도체, 특히 MOSFET(금속 산화물 반도체 전계-효과 트랜지스터)의 게이트 채널 절연을 위해 극히 얇은 층(<1um)으로 사용된다. 치약의 유효성분 중 하나인 무수규산(덴탈타입실리카) 제조에도 쓰인다.

## 형태
바실리카( SiO2 )가 가장 보편적인 규소 화합물임.물에 용해된 실리카의 경우 천연미네랄로 인체에 긍정적인 작용을 함
- 석영
- 와드석
- (은)규석
- 트리디마이트
- 스티쇼바이트
- 코에사이트
- 키타이트
- 자이페르타이트
- 모가나이트
- 크리스토발라이트

## 안전성
국제 발암성 연구소(IRAC)에서 5가지 그룹 세분표에서 이산화규소는 2가지로 구분해서 2개 그룹으로 분류하고 있다.
CAS NO7631-86-9
3그룹: 인간에 발암성을 유발하는 물질로 분류하지 않음. (모든 약에 사용하는 이산화규소)
CAS NO14808-60-7
1그룹 : 인간에 암을 유발함. (광산 등에서 분진 형태로 변환되어 호흡기로 흡입했을 경우)

## 같이 보기
- 탄화 규소